# 真鍋新町
真鍋新町（まなべしんまち）は茨城県土浦市の町名。土浦市市街地北方の二中地区に属する。

## 地理
土浦市の地理的中央部、新川より北に位置する。北は木田余、西は真鍋一丁目・東真鍋町、東は木田余・湖北一丁目、南は桜川を挟み東崎町と接する。1940年（昭和15年）までは新治郡真鍋町に所属していたエリアにあたり、住居表示により1975年に成立した町名のひとつである。

## 歴史

### 沿革
- 1975年（昭和50年）5月1日 - 土浦市3次住居表示整理事業により土浦市大字真鍋・木田余の一部より成立[6][7]。

### 町名の変遷
| 実施後   | 実施年月日               | 実施前（それぞれ一部） |
| -------- | ------------------------ | ---------------------- |
| 真鍋新町 | 1975年（昭和50年）5月1日 | 真鍋、木田余           |

## 世帯数と人口
2017年（平成29年）8月1日現在の世帯数と人口は以下の通りである。
| 町丁     | 世帯数  | 人口  |
| -------- | ------- | ----- |
| 真鍋新町 | 543世帯 | 993人 |

## 交通

### 鉄道
地内の東側をJR常磐線が通過する。最寄の鉄道駅は土浦駅。

### 路線バス
| 系統 | 主要経由地                                                           | 行先           | 運行会社     |
| ---- | -------------------------------------------------------------------- | -------------- | ------------ |
| 循環 | 土浦駅・ピアタウン・真鍋新町東・協同病院入口・真鍋郵便局・協同病院前 | 市民会館循環   | キララちゃん |
|      | 土浦駅・土浦局前・真鍋新町・協同病院入口・木田余三ツ又               | 土浦駅・神立駅 | ■関鉄        |
| 循環 | 土浦駅・土浦局前・真鍋新町・協同病院入口・木田余三ツ又               | おおつ野循環   | ■関鉄        |

## 施設
- 土浦協同病院附属真鍋診療所 - 2017年開所。かつては病院本体があったが、2016年に市内のおおつ野に移転した。
- 真鍋郵便局
- 土浦ピアタウン
- 湯楽の里
- ゆきむら
- ヨークベニマル
- カワチ薬品

## 小・中学校の学区
市立小・中学校に通う場合、学区は以下の通りとなる。
| 町丁     | 番地 | 小学校             | 中学校                 |
| -------- | ---- | ------------------ | ---------------------- |
| 真鍋新町 | 全域 | 土浦市立真鍋小学校 | 土浦市立土浦第二中学校 |